# 寺本哲治
寺本 哲治（てらもと てつじ、1929年9月18日 - 2010年2月 ）は、和歌山県出身の元プロ野球選手（内野手）。

## 来歴
田辺高を経て、1949年に読売ジャイアンツに入団。この年より巨人は二軍制を敷いたが、寺本は二軍で打率・本塁打・打点・盗塁の四冠王を獲得する。1950年には初めて一軍に昇格し、7月19日の対大洋ホエールズ戦での先発出場を始めとして7試合で二塁手を守った。その後、1951年に8試合、1954年に1試合の代走出場に終わり、1954年限りで現役を退いた。
引退後は、報知新聞社大阪本社営業局に勤めている。

## 人物
できたばかりの二軍に入れられるが、一軍を目指して猛練習に励み、巨人における二軍選手の心構えの基盤を築いたと、評価されている。

## 逸話
朝は4時に起床して丸子橋のそばにあった合宿所からガス橋まで多摩川土手の往復6㎞ほどを走り込みするのが日課だった。ある朝、朝靄の向こうに走っている人がいたため追いついて顔を見ると、内野手のライバルだった内藤博文だったという。
当時、一軍ではベテランが幅をきかせて若い選手をしごいており、二軍あがりの寺本は中尾碩志や武宮敏明によく気合いを入れられていた。そこで寺本は一計を案じて仕返しをする。巨人のホームゲームの浜松遠征の際、本来は白いホーム用のユニフォームで試合するところ、寺本はわざとグレーのビジター用のユニフォームを持参し、宿でビジター用のユニフォームに着替えて中尾や武宮の前を行ったり来たりした。これを見てホーム用しか持ってきていない中尾と武宮は驚き、マネジャーを呼んだり自宅に電話するなどの大騒ぎになった。

## 詳細情報

### 年度別打撃成績
| 年 度     | 球 団     | 試 合 | 打 席 | 打 数 | 得 点 | 安 打 | 二 塁 打 | 三 塁 打 | 本 塁 打 | 塁 打 | 打 点 | 盗 塁 | 盗 塁 死 | 犠 打 | 犠 飛 | 四 球 | 敬 遠 | 死 球 | 三 振 | 併 殺 打 | 打 率 | 出 塁 率 | 長 打 率 | O P S |
| --------- | --------- | ----- | ----- | ----- | ----- | ----- | -------- | -------- | -------- | ----- | ----- | ----- | -------- | ----- | ----- | ----- | ----- | ----- | ----- | -------- | ----- | -------- | -------- | ----- |
| 1950      | 巨人      | 25    | 9     | 9     | 2     | 1     | 0        | 0        | 0        | 1     | 1     | 1     | 1        | 0     | --    | 0     | --    | 0     | 2     | 0        | .111  | .111     | .111     | .222  |
| 1951      | 巨人      | 8     | 0     | 0     | 2     | 0     | 0        | 0        | 0        | 0     | 0     | 1     | 0        | 0     | --    | 0     | --    | 0     | 0     | 0        | .000  | .000     | .000     | .000  |
| 1954      | 巨人      | 1     | 0     | 0     | 0     | 0     | 0        | 0        | 0        | 0     | 0     | 0     | 1        | 0     | 0     | 0     | --    | 0     | 0     | 0        | .000  | .000     | .000     | .000  |
| 通算：3年 | 通算：3年 | 34    | 9     | 9     | 4     | 1     | 0        | 0        | 0        | 1     | 1     | 2     | 2        | 0     | 0     | 0     | 0     | 0     | 2     | 0        | .111  | .111     | .111     | .222  |

### 背番号
- 32（1949年 - 1954年）[5]